# Ornithogalum baurii
Ornithogalum baurii là một loài thực vật có hoa trong họ Măng tây. Loài này được Baker mô tả khoa học đầu tiên năm 1897.